# 高雄捷運環状軽軌
環状軽軌（かんじょうけいき）は台湾高雄市で運行されている高雄捷運のライトレール路線。2021年までに開業した区間は旧台湾鉄路管理局高雄臨港線の経路を引き継いでいる。高雄市内で現状唯一のライトレール路線であり、高雄ライトレール、高雄LRTといえばこの路線を指す。
当初の計画では2009年に高雄市で開催されたワールドゲームズ以前の開通を目標としていたが、路線予定の変更や、BOT方式の採用の是非を巡り問題が発生しており、正確な開通予定時期は未定であった。2012年に行政院でBOT事業案が承認され、路線総延長22.1km、36停留所を総額165.37億台湾ドルと投じて2段階に分けて整備することが決まった。第1段階は2013年に着工し、今後は2015年10月に籬仔内駅～凱旋中華駅で試運転を開始し、2017年9月に第1段階全区間開業を果たした。第2段階開業は台鉄縦貫線・屏東線地下化完了を待ち2024年に全通した。哈瑪星駅から西子湾方面に支線を延伸する構想もある。

## 沿革
2003年

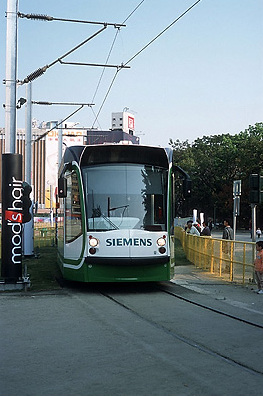
コンビーノ

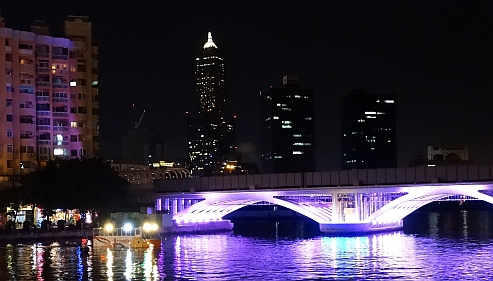
2017年に開通した軽軌愛河橋（光栄碼頭～真愛碼頭間）

- 12月27日 - シーメンスのライトレール車両コンビーノが中央公園で展示され、約3ヶ月のデモンストレーションを行う。（右画像参照）

2012年
- 9月10日 - 行政院経済建設委員会で「高雄都区軽軌運輸系統高雄環状軽軌捷運建設案」の修正案が通過し、事業の骨子が固まる。

2013年
- 1月4日 - スペインのCAFと台湾ゼネコン長鴻営造公司の連合がイタリアのアンサルドSTS、アンサルドブレーダ、台湾ゼネコン新亜開発の3社連合[4]を破って、車両と第1段階区間(籬仔内駅～哈瑪星駅)8.7㎞の建設工程を総額56億7900万台湾ドルで落札[5]。
- 6月4日 - 第1段階区間着工[6]。

2014年
- 9月11日 - スペインで製造された車両が海上輸送で台中港に到着。ただし8月に発生した高雄ガス爆発事故による影響で前鎮機廠が使えず、紅線の南機廠に暫定保管[7]。
- 11月9日 - 車両の静態試運転[8]。
- 11月22日 - 試運転開始[9]。

2015年
- 3月29日 - 投票によって決定された第1段階区間の駅名が発表[10]。
- 10月14日 - 施行担当企業の長鴻営造公司が不渡りのため、一部区間で工事が中断[11]
- 10月16日 - 籬仔内(C1)－凱旋中華(C4)間2.2キロで体験乗車のみのプレ開業[12]。運賃は無料。
- 12月24日 - 籬仔内以外での駅での乗降も可能になる[13]。

2016年
- 2月5日 - 凱旋中華(C4) - 高雄展覧館(C8)間で試運転開始[14]。
- 3月3日 - 市政府に同区間監査申請[15]。
- 4月7日 - （第2段階区間）入札がCAF連合の1社応札にとどまり、競争入札にならなかったため、再入札となる[16]
- 4月29日 - 交通部による凱旋中華(C4) - 高雄展覧館(C8)間の初期審査が条件付きで通過。[17]
- 5月6日 - 凱旋中華(C4) - 高雄展覧館(C8)間の初期審査で指摘された改善事項の報告とともに最終審査を交通部に申請。[18]
- 5月12日 - （第2段階区間）入札再公示[19]。
- 6月1日 - 高雄展覧館 - 哈瑪星間で担当ゼネコンの不渡りの影響で工事が遅れている区間について、入札再公示[20]。
- 6月4日 - 交通部による最終審査が行われ、6項目の要改善事項を指摘されるも条件付きで通過[21][22][23]。
- 6月26日 - 凱旋中華 - 高雄展覧館間2.4km延伸開業[24]。
- 7月4日 - プレ開業区間の正式開業。運行時間帯の拡大、増発。運賃無料は継続[25]
- 8月10日 - （第2期区間）中国鋼鉄コンソーシアムがCAFを破り優先交渉権を獲得[26]。
- 8月24日 - 愛河にかかる鉄橋の橋桁が連結される[27]
- 9月9日 - （第2期区間）『中国鋼鉄、タレスグループ、アルストム』のコンソーシアムが高雄市と約58億台湾ドルで正式にターンキー契約を締結[28]。
- 9月-10月 - 有料化予定[29]。

2017年
- 1月1日 - 朝ラッシュ時のダイヤを10分毎から15分毎に、深夜時間帯を20分毎に減便[30]
- 1月19日 - （第2期区間）制御系統工程でタレス社と正式契約[31]。
- 1月23日 - （第2期区間）車両系統工程でアルストム社と正式契約[32]。
- 2月9日 - （第2期区間）起工式典開催[33][34]。
- 5月 - （C8-C12間）試運転開始[35]。
- 6月1日 - （C8-C12間）高雄市政府の開業前審査。条件付きで通過[36]
- 6月16日 - （C8-C12間）交通部の開業前審査。条件付きで通過[37]。
- 6月27日 - 高雄市政府捷運工程局が30日開業を公表[38]。
- 6月30日 - 高雄展覧館 - 駁二大義間2.6km延伸開業。
- 6月9月末ごろ - 駁二大義 - 哈瑪星間1.5km延伸開業により1段階区間が全通、同時に有料化予定[39][40][41]。
- 8月26日 - （C12-C14間）高雄市政府の開業前審査。条件付きで通過[42]
- 9月15日 - （C12-C14間）交通部の開業前審査[43]。条件付きで通過[2]。
- 9月26日 - （C12-C14間）開業（14:00に哈瑪星駅（打狗鉄道故事館）で開通式典、16:00に運行開始。）[44][45][46]
- 11月1日 - 一律10元の優待運賃による有料化。

2018年
- 2月13日 - 悠遊卡が利用可能に[47]。
- 2月14日 - 愛金卡が利用可能に[48]。
- 8月2日 - アルストム製車両がアントワープ港を出発、海上輸送で9月に台湾上陸予定[49]。
- 8月22日 - （第2期区間）駅名確定[50]。
- 9月5日 - 基隆港で9月2日に車両が陸揚げされ[51]、陸送で前鎮機廠へ搬入された[52]。

2020年
- 12月1日 - （第2期大南環区間）C14-C17およびC32-C37延伸区間の市政府初回監査を通過[53]。
- 12月19日 - （第2期大南環区間）交通部による最終監査を条件付きで通過。29項目の要改善事項（8項目は開業前の対処必須）が示された[54]。
- 12月30日 - （第2期大南環区間）交通部、開業許可[55]。

2021年
- 1月9日 - （第2期大南環区間）既存区間と通しでの試運転列車が一部市民に開放される[56]。
- 1月12日 - （第2期大南環区間）開業[57]、2月末まで無料[58]。
- 4月7日 - （第2期美術館路区間）美術館路の環境アセスメント初期審査が通過[59]。
- 5月2日 - 第2期大順路区間着工[60]。
- 6月8日 - （第2期馬卡道路区間）試運転列車が乗り入れ[61]。
- 9月17日 - （第2期馬卡道路区間）総合試運転を開始、22日からは監査前の必須事項である連続7日間の総合試運転[62]。
- 10月22日 - （第2期馬卡道路区間）市政府の初回監査[63]
- 11月19日 - （第2期馬卡道路区間）交通部の最終監査を条件付きで通過[64]。
- 12月3日 - （第2期馬卡道路区間）交通部、市捷運局に営業許可[65]。
- 12月16日 - （第2期馬卡道路区間）延伸開業。17時より延伸区間での営業を開始。1月2日までは全線無料[66]。

2022年
- 7月19日 - （第2期美術館路区間）延伸区間での試運転を開始[67]。
- 8月7日 - （第2期美術館路区間）連続7日間の総合試運転を実施[68]。
- 8月30日 - （第2期美術館路区間）市政府による初回監査が実施され、条件付きで通過[69]。
- 9月25日 - （第2期美術館路区間）交通部による最終監査が実施され、開業前の要改善事項6項目が指摘されるも条件付きで通過[70]。
- 10月3日 - （第2期美術館路区間）交通部が開業許可[71]。
- 10月5日 - （第2期美術館路区間）延伸開業[72]。
- 12月および2023年1月 - （第2期大順路区間）着工[73]。

2023年
- 11月2日 - （第2期大順路区間）延伸区間での試運転を実施[74]。
- 12月2日 - （第2期大順路区間）連続7日間の総合試運転を11月26日から実施し、法定99%の安定性をクリア[74]。
- 12月9日 - （第2期大順路区間）市政府による初回監査が実施され、条件付きで通過[75]。
- 12月23日 - （第2期大順路区間）交通部による最終監査が実施され、条件付きで通過[76]。
- 12月26日 - （第2期大順路区間）交通部による開業許可[77]。

2024年
- 1月1日 - （第2期大順路区間）プレ開業とともに全線開業、環状運転となり、運賃も一律制から距離制に移行（2月25日まではIC利用に限り無料。）[77]。

### 2期区間中断問題
高雄臨港線跡を再利用した1期区間と異なり、既存市街地の街路上に併用軌道が設置されるC20（台鉄美術館）からC30（科工館）にかけては美術館路や大順路沿道の自家用車利用住民が起工前から反対を表明し、工事は一時ストップしていた。2018年中華民国統一地方選挙期間中からそれに同調していた韓国瑜が市長選挙で当選し、高雄市長に就任すると、高架化・地下化・大幅または小幅なルート変更・当該全区間中断を含めて再度見直しが図られることが濃厚となっていた。
韓国瑜就任後の直近の公聴会では賛成派（43%）が反対派（30%）を上回っていた。2019年5月の公聴会でも従来案が最多の40%の支持を集めていた。専門家会議の建議により、美術館地区および大順路は従来通りの地上案が維持されることになった。
新市長陳其邁は大順路での一部単線化および美術館地区のホーム配置変更などの改善案を6割超が支持したとして、2020年11月10日に工事再開を正式宣布した。2021年1月、美術館路の変更案についての環境アセスメントが通過せず、市議会でこの区間の事業費執行が停止した。

### 進捗状況
| 段階            | 区間                        | 距離 | F/S   | F/S   | F/S            | F/S            | F/S            | 総合計画 | 総合計画             | 総合計画       | 総合計画       | 総合計画       | 総合計画       | 入札  | 入札  | 起 工 | 完 工 | 試 運 転 | 市 政 府 承 認 | 交 通 部 承 認 | 開業日      |
| 段階            | 区間                        | 距離 | 着 手 | 提 出 | 交 通 部 承 認 | 国 発 会 承 認 | 行 政 院 承 認 | 着 手    | 環 境 ア セ ス 提 出 | 環 保 署 承 認 | 交 通 部 承 認 | 国 発 会 承 認 | 行 政 院 承 認 | 公 示 | 落 札 | 起 工 | 完 工 | 試 運 転 | 市 政 府 承 認 | 交 通 部 承 認 | 開業日      |
| --------------- | --------------------------- | ---- | ----- | ----- | -------------- | -------------- | -------------- | -------- | -------------------- | -------------- | -------------- | -------------- | -------------- | ----- | ----- | ----- | ----- | -------- | -------------- | -------------- | ----------- |
| 1段階（水岸線） | 籬仔内駅 - 凱旋中華駅       | 2.2  | ○     | ○     | ○              | ○              | ○              | ○        | ○                    | ○              | ○              | ○              | ○              | ○     | ○     | ○     | ○     | ○        | ○              | ○              | ●2015.10.16 |
| 1段階（水岸線） | 凱旋中華駅 - 高雄展覧館駅   | 2.4  | ○     | ○     | ○              | ○              | ○              | ○        | ○                    | ○              | ○              | ○              | ○              | ○     | ○     | ○     | ○     | ○        | ○              | ○              | ●2016.6.26  |
| 1段階（水岸線） | 高雄展覧館駅 - 駁二大義駅   | 2.6  | ○     | ○     | ○              | ○              | ○              | ○        | ○                    | ○              | ○              | ○              | ○              | ○     | ○     | ○     | ○     | ○        | ○              | ○              | ●2017.6.30  |
| 1段階（水岸線） | 駁二大義駅 - 哈瑪星駅       | 1.5  | ○     | ○     | ○              | ○              | ○              | ○        | ○                    | ○              | ○              | ○              | ○              | ○     | ○     | ○     | ○     | ○        | ○              | ○              | ●2017.9.26  |
| 2段階           | 哈瑪星駅 - 鼓山区公所駅     | 4.1  | ○     | ○     | ○              | ○              | ○              | ○        | ○                    | ○              | ○              | ○              | ○              | ○     | ○     | ○     | ○     | ○        | ○              | ○              | ●2021.1.12  |
| 2段階           | 凱旋公園駅 - 籬仔内駅       | 4.1  | ○     | ○     | ○              | ○              | ○              | ○        | ○                    | ○              | ○              | ○              | ○              | ○     | ○     | ○     | ○     | ○        | ○              | ○              | ●2021.1.12  |
| 2段階           | 鼓山区公所駅 - 台鉄美術館駅 | 1.9  | ○     | ○     | ○              | ○              | ○              | ○        | ○                    | ○              | ○              | ○              | ○              | ○     | ○     | ○     | ○     | ○        | ○              | ○              | ●2021.12.16 |
| 2段階           | 台鉄美術館駅 - 愛河之心駅   | 7.4  | ○     | ○     | ○              | ○              | ○              | ○        | ○                    | ○              | ○              | ○              | ○              | ○     | ○     | ○     | ○     | ○        | ○              | ○              | ●2022.10.5  |
| 2段階           | 愛河之心駅 - 凱旋公園駅     | 7.4  | ○     | ○     | ○              | ○              | ○              | ○        | ○                    | ○              | ○              | ○              | ○              | ○     | ○     | ○     | ○     | ○        | ○              | ○              | ●2024.1.1   |

## 運営概況

### 運賃
- 2024年の全線開業に伴い、距離制運賃が導入された。5kmまでは20元、その後2kmごとに5元ずつ加算され、9km以上は一律35元となる[86]。
  - 2015年の一部区間暫定開業時から2017年10月までは無料（当初は予約制）。
  - 正式開業すると30台湾ドル、IC乗車で25台湾ドルとなる[41]。当初現金では利用できず、無料期間内も含めて一卡通（IC乗車券）が必要であった。2016年7月より高雄捷運については他の交通ICカードが利用できるが、当路線は対象外であった（2017年11月よりHappycashが、2018年2月より悠遊卡、愛金卡がそれぞれ利用可能になる）。2017年11月-2018年5月まではIC利用に限り大人・小人同額となる10元の優待運賃を適用。その後、IC割引を同年末まで延長[87]。2023年末までは、10元の優待運賃が継続されていた。
    - ただし、2017年12月-2018年2月までの間、高雄市政府の環境政策により、IC利用に限り無料だった[88]。
    - 2021年秋にHappycashの利用は不可となり[89]、各駅の券売機更新とともにQRコード決済が全面導入された[90]。

  - ICを所持していない場合は各駅ホームにある券売機での現金購入となる。乗車券の有効期間は、発売後1時間。
  - 駅ではICの購入やチャージはできない。優待期間中は捷運やバスとの乗継割引、敬老割引は適用されない。信用乗車方式を採用しており、不正乗車や検札拒否などの行為は1,500元の罰金が科される[91]。ただし、12月末までは周知期間として、通常運賃のみを請求する。
- 乗車時ホームか車内にある端末にタッチする。下車時はタッチ不要。→乗車時・下車時ともホームにある端末をタッチする[86]。
- 下車時タッチを忘れると、カードがロックされ、窓口で解除しない限り他の交通機関で利用できなくなる。しかし、利用方法をよく理解していない市外からの観光客が、地元に戻ってからカードが使えなくなる事例が多発していることから、台北捷運と台中捷運の駅にカードロック解除機が設置されている。その際に、最高運賃の35元に罰金20元が加算され合計55元がカード残高から精算される[92]。
- 高雄捷運と共通の1日、2日乗車券も発売されている。

| 決済     | 2015年 | 2016年 | 2017年 | 2017年 | 2017年 | 2018年 | 2018年 | 2018年 | 2019年 | 2020年 | 2021年 | 2021年    | 2021年 | 2021年 | 2024年-  | 2024年- |
| -------- | ------ | ------ | ------ | ------ | ------ | ------ | ------ | ------ | ------ | ------ | ------ | --------- | ------ | ------ | -------- | ------- |
| 決済     | 10月-  | 通年   | -10月  | 11月   | 12月   | -2月   | 3-5月  | 6-12月 | 通年   | 通年   | -1/11  | 1/12-2/28 | 3/1-   | 秋-    | 1/1-2/25 | 2/26-   |
| 決済     | 無料   | 無料   | 無料   | IC10元 | 無料   | 無料   | IC10元 | IC10元 | IC10元 | IC10元 | IC10元 | 無料      | IC10元 | IC10元 | 無料     | 距離制  |
| 一卡通   | ○      | ○      | ○      | ○      | ○      | ○      | ○      | ○      | ○      | ○      | ○      | ○         | ○      | ○      | ○        | ○       |
| 有銭卡   | 不可   | 不可   | 不可   | ○      | ○      | ○      | ○      | ○      | ○      | ○      | ○      | ○         | ○      | ○      | ○        | 不可    |
| 愛金卡   | 不可   | 不可   | 不可   | 不可   | 不可   | ○      | ○      | ○      | ○      | ○      | ○      | ○         | ○      | ○      | ○        | ○       |
| 悠遊卡   | 不可   | 不可   | 不可   | 不可   | 不可   | ○      | ○      | ○      | ○      | ○      | ○      | ○         | ○      | ○      | ○        | ○       |
| QRコード | 不可   | 不可   | 不可   | 不可   | 不可   | 不可   | 不可   | 不可   | 不可   | 不可   | 不可   | 不可      | 不可   | ○      | ○        | ○       |
| 現金     | 不可   | 不可   | 不可   | 30元   | 30元   | 30元   | 30元   | 30元   | 30元   | 30元   | 30元   | 無料      | 30元   | 30元   | 距離制   | 距離制  |

### 運行

#### 2021年9月以降
- 運行時間帯：6:30 - 22:00[95]
- 運行間隔：15分毎（夕ラッシュは10分毎）

#### 2015年10月以降
- 運行時間帯：9:00 - 18:30（2016年春節期間のみ最終繰り下げで増発）[96]
- 運行間隔：30分毎（毎時00分、30分に籬仔内を出発。）

## 車両
全線開業時で20編成が運行される。
も参照
1次車
- Urbos 3

エクステリアデザインはイタリアのジウジアーロ。第1段階開業時で9編成が納入された。
2次車
- Citadis X-05シリーズ

第2期延伸用に15編成（オプション4編成を含む）の追加入札が行われ、中国鋼鉄とコンソーシアムを組むフランス・アルストム社の低床連節車X-05シリーズ（305型）が採用されることになった。同社の急速充電パッケージである「Ecopack」を搭載し、無架線給電の1次車と仕様を揃える。2018年9月27日、C15寿山公園駅付近で試運転開始。

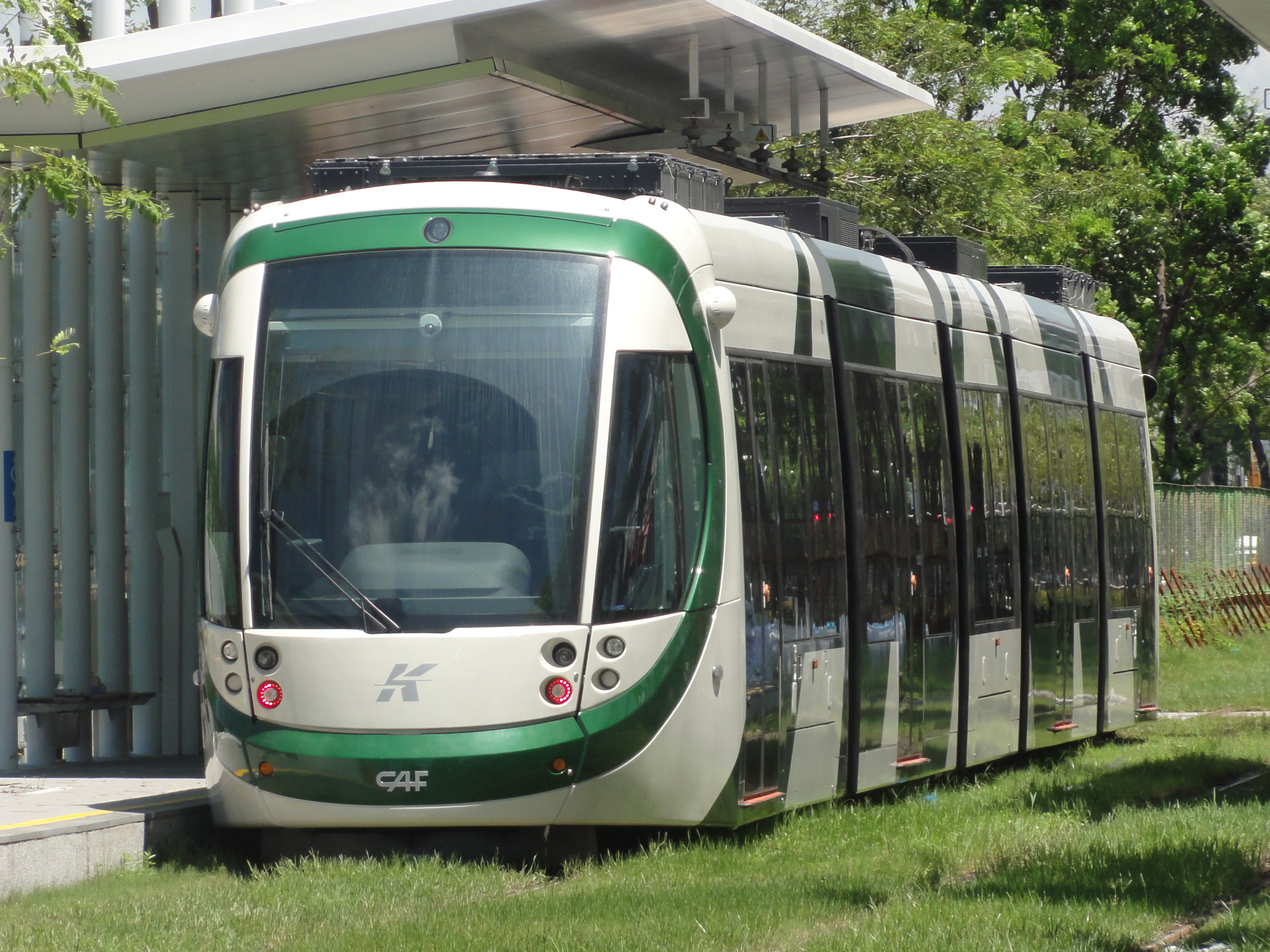
運行中のUrbos3
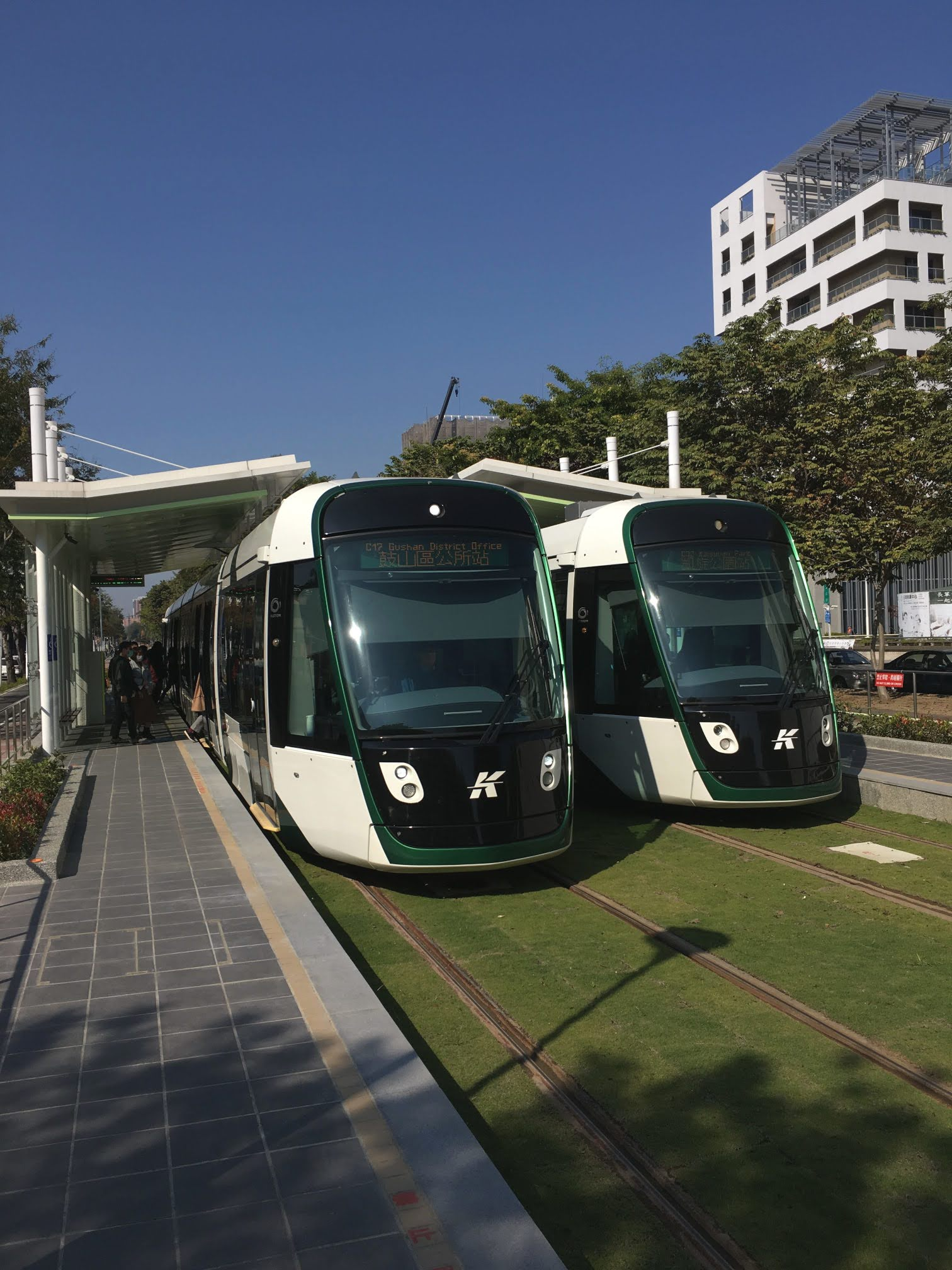
衛生局駅停車中のCitadis X-05シリーズ（2021年1月）

## 駅一覧
| 段階           | 駅番号         | 駅名           | 駅名                                                 | 駅名  | 駅間 キロ | 累計 キロ                       | 接続路線・備考 | 所在地        | 所在地       |
| 段階           | 駅番号         | 日本語         | 繁体字 中国語                                        | 英語  | 駅間 キロ | 累計 キロ                       | 接続路線・備考 | 所在地        | 所在地       |
| -------------- | -------------- | -------------- | ---------------------------------------------------- | ----- | --------- | ------------------------------- | -------------- | ------------- | ------------ |
| ↓（環状運転）↑ |                |                |                                                      |       |           |                                 |                |               |              |
| 第一段階区間   |                |                |                                                      |       |           |                                 |                |               |              |
| C1             | 籬仔内駅       | 籬仔內站       | Lizihnei                                             | 0.0   | 0.0       | ■鳳山線（計画中）               | 高雄市         | 前鎮区        |              |
| C2             | 凱旋瑞田駅     | 凱旋瑞田站     | Kaisyuan Rueitian                                    | 0.740 | 0.740     |                                 | 高雄市         | 前鎮区        |              |
| C3             | 前鎮之星駅     | 前鎮之星站     | Cianjhen Star                                        | 0.638 | 1.378     | ■紅線（凱旋駅）                 | 高雄市         | 前鎮区        |              |
| C4             | 凱旋中華駅     | 凱旋中華站     | Kaisyuan Jhonghua                                    | 0.704 | 2.082     |                                 | 高雄市         | 前鎮区        |              |
| C5             | 夢時代駅       | 夢時代站       | Dream Mall                                           | 0.691 | 2.773     |                                 | 高雄市         | 前鎮区        |              |
| C6             | 経貿園区駅     | 經貿園區站     | Commerce and Trade Park                              | 0.623 | 3.396     |                                 | 高雄市         | 前鎮区        |              |
| C7             | 軟体園区駅     | 軟體園區站     | Software Technology Park                             | 0.519 | 3.915     |                                 | 高雄市         | 前鎮区        |              |
| C8             | 高雄展覧館駅   | 高雄展覽館站   | Kaohsiung Exhibition Center                          | 0.636 | 4.551     |                                 | 高雄市         | 苓雅区        |              |
| C9             | 旅運中心駅     | 旅運中心站     | Cruise Terminal                                      | 0.691 | 5.242     | ■黄線 Y15（計画中）             | 高雄市         | 苓雅区        |              |
| C10            | 光栄碼頭駅     | 光榮碼頭站     | Glory Pier                                           | 0.727 | 5.969     |                                 | 高雄市         | 苓雅区        |              |
| C11            | 真愛碼頭駅     | 真愛碼頭站     | Love Pier                                            | 0.627 | 6.596     |                                 | 高雄市         | 塩埕区        |              |
| C12            | 駁二大義駅     | 駁二大義站     | Pier-2 Dayi                                          | 0.521 | 7.117     |                                 | 高雄市         | 塩埕区        |              |
| C13            | 駁二蓬萊駅     | 駁二蓬萊站     | Pier-2 Ponglai                                       | 0.487 | 7.604     |                                 | 高雄市         | 塩埕区        |              |
| C14            | 哈瑪星駅       | 哈瑪星站       | Hamasen                                              | 0.609 | 8.213     | ■橘線（西子湾駅）               | 高雄市         | 鼓山区        |              |
| C14            | 哈瑪星駅       | 哈瑪星站       | Hamasen                                              | 0.609 | 8.213     | ■橘線（西子湾駅）               | 高雄市         | 鼓山区        | 第二段階区間 |
| C15            | 寿山公園駅     | 壽山公園站     | Shoushan Park                                        | 0.515 | 8.728     |                                 | 高雄市         | 鼓山区        |              |
| C16            | 文武聖殿駅     | 文武聖殿站     | Wenwu Temple                                         | 0.538 | 9.264     |                                 | 高雄市         | 鼓山区        |              |
| C17            | 鼓山区公所駅   | 鼓山區公所站   | Gushan District Office                               | 0.756 | 10.020    |                                 | 高雄市         | 鼓山区        |              |
| C18            | 鼓山駅         | 鼓山站         | Gushan                                               | 0.558 | 10.578    | 台湾鉄路公司：縦貫線            | 高雄市         | 鼓山区        |              |
| C19            | 馬卡道駅       | 馬卡道站       | Makatao                                              | 0.565 | 11.143    |                                 | 高雄市         | 鼓山区        |              |
| C20            | 台鉄美術館駅   | 臺鐵美術館站   | TRA Fine Arts Museum Station                         | 0.584 | 11.727    | 台湾鉄路公司：縦貫線（美術館駅) | 高雄市         | 鼓山区        |              |
| C21A           | 内惟芸術中心駅 | 內惟藝術中心站 | Neiwei Arts Center                                   |       |           |                                 | 高雄市         | 鼓山区        |              |
| C21            | 美術館駅       | 美術館站       | Kahsiung Meseum of Fine Arts                         |       |           |                                 | 高雄市         | 鼓山区        |              |
| C22            | 聯合医院駅     | 聯合醫院站     | Kaohsiung Municipal United Hospital                  | 0.750 | 13.153    |                                 | 高雄市         | 鼓山区        |              |
| C23            | 龍華国小駅     | 龍華國小站     | Longhua Elementary School                            | 0.565 | 13.718    |                                 | 高雄市         | 鼓山区        |              |
| C24            | 愛河之心駅     | 愛河之心站     | Heart of Love River                                  | 0.534 | 14.252    | ■紅線（凹子底駅）               | 高雄市         | 鼓山区        |              |
| C25            | 新上国小駅     | 新上國小站     | Sinshang Elementary School                           | 0.592 | 14.844    |                                 | 高雄市         | 左営区        |              |
| C26            | 大順民族駅     | 大順民族站     | Wanzihnei                                            | 0.681 | 15.525    |                                 | 高雄市         | 三民区        |              |
| C27            | 湾仔内駅       | 灣仔內站       | Dingshan Street                                      | 0.544 | 16.069    |                                 | 高雄市         | 三民区        |              |
| C28            | 高雄高工駅     | 高雄高工站     | Kaohsiung Municipal Kaohsiung Industrial High School | 0.563 | 16.632    | ■黄線 Y08（計画中）             | 高雄市         | 三民区        |              |
| C29            | 樹徳家商駅     | 樹德家商站     | Shu-Te Home economics&Commercial High School         | 0.725 | 17.357    |                                 | 高雄市         | 三民区        |              |
| C30            | 科工館駅       | 科工館站       | Science and Technology Museum                        | 0.525 | 17.882    | 台湾鉄路公司：屏東線            | 高雄市         | 三民区        |              |
| C31            | 聖功医院駅     | 聖功醫院站     | ST.Joseph Hospital                                   | 0.897 | 18.779    |                                 | 高雄市         | 苓雅区        |              |
| C32            | 凱旋公園駅     | 凱旋公園站     | Kaisyuan Park                                        | 0.416 | 19.195    | ■橘線（文化中心駅・五塊厝駅）   | 高雄市         | 苓雅区        |              |
| C33            | 衛生局駅       | 衛生局站       | Department of Health                                 | 0.578 | 19.773    |                                 | 高雄市         | 苓雅区        |              |
| C34            | 五権国小駅     | 五權国小站     | Wucyuan Elementary School                            | 0.373 | 20.146    |                                 | 高雄市         | 苓雅区        |              |
| C35            | 凱旋武昌駅     | 凱旋武昌站     | Kaisyuan Wuchang                                     | 0.539 | 20.685    |                                 | 高雄市         | 苓雅区        |              |
| C36            | 凱旋二聖駅     | 凱旋二聖站     | Kaisyuan Ersheng                                     | 0.631 | 21.316    |                                 | 高雄市         | 鳳山区 前鎮区 |              |
| C37            | 軽軌機廠駅     | 輕軌機廠站     | LRT Depot                                            | 0.366 | 21.682    |                                 | 高雄市         | 前鎮区        |              |
| C1             | 籬仔内駅       | 籬仔內站       | Lizihnei                                             | 0.403 | 22.085    | ■鳳山線（計画中）               | 高雄市         | 前鎮区        |              |
| ↓（環状運転）↑ |                |                |                                                      |       |           |                                 |                |               |              |